# أدوبي أكروبات كونكت
أدوبي أكروبات كونكت (بالإنجليزية: Adobe Acrobat Connect)‏ هو برنامج متكامل في مجال الاتصالات والاجتماعات الافتراضية عن بعد من خلال شبكة الانترنت ،يمكن من خلال هذا البرنامج عقد الاجتماعات، المحاضرات، الغرف الصفية مباشرة أو إنشاء ملفات متنوعة لنشرها وجعلها أكثر فاعلية بين المستخدمين.
يسمح هذا البرنامج بضم عدد من المستخدمين وتظيمهم ضمن مجموعات، ومن خلال بعض البرامج مثل مايكروسف بوربونت، ادوبي فلاش، وادوبي كابتيفيت من إنشاء ملفات يمكن مشاركتها مع الجميع بكل يسر
و سهوله.
يحتاج ادوبي كونكت إلى مشغل فلاش بلير وهوه موجود على 98 ٪ من إجمالي الأجهزة حول العالم، يمكن إنزالة وتشغيلة على جهاز الحاسوب من خلال موقع ادوبي مجانا ولايحتاج المرء إلى خبرة طويلة في مجال البرمجة واستخدام الحاسوب فهوه سهل التعلم والتعامل.

## خصائص البرنامج الرئيسية

### نافذة مشاركة شاشة الحاسوب
كونك محاضر أو رئيس جلسة تستطيع أن تشارك شاشتك وعرضها على الآخرين والتفاعل معم، هنالك عدة
مستويان بالإمكان من خلالها أن تشاركة شاشتك حسب الطريقة التي تريد من خلالها ايصال فكرتك، مستويات
مشاركة الشاشة هي :
- عرض سطح المكتب.
- عرض نافذة.
- عرض برنامج.

نافذة
الكاميرا تستطيع من خلال هذه النافذة عرض ومشاهدة الجميع والتحاور معهم من خلال الكاميرا المثبتة على الجهاز مسبقا، بالإمكان ايقاف وتفعيل الكاميرا بأي وقت وأيضا التحكم بمساحة النافذة وبدرجة الوضوح/ نوع الصورة لتتلائم مع حاجتك ومتطلبات.
تجزئة الغرف يمكنك إنشاء غرف مستقلة عن بعضها البعض، كل غرفة لها نوافذها الخاصة بها تختلف عن بعضها بالإضافة إلى المشاركة المختلفة للنوافذ والكاميرة فيها.
اختر عدد الغرف ثم قم بتوزيع المستخدمين عليها، بعد ذلك يقوم المدير بتفعيل الخدمة، وبإمكانة زيارة جميع الغرفومشاهدة ما يجري فيها، عند الانتهاء يمكن إعادة الغرفة إلى وضعها السابق مع المحافظة على نفس التنسيق السابق.
تحديد صلاحيات الدخول بالإمكان إنشاء مستخدمين أو دعوة مستخدمين جدد بأي وقت وبسهوله، وبالإمكان التحكم بكل مستخدم تستطيع انشا ء مستخدمين أو دعوة مستخدمين جدد بأي وقت وبسهوله ويمكن التحكم بكيفية الدخول للغرفة مع توزيع المهام والصلاحيات لكل مستخدم عن طريق قائمة المستخدمين المخزنة لديك، تستطيع احضارهم واضافتهم إلى النظام تلقائيا.
سهولة إنشاء ملفات ومشاركتها من الممكن إنشاء ملفات ومحتويات الخاصة بالتدريب أو التعليم وتنظيمها ضمن مجلدات لنشرهاحتى يتسنى من الجميع الاستفادة منها.
ويمكن تحميل أو تسجيل ملفات فيديو عن طريق برامج كبرنامج أدوبي كابتيفيت، أو أدبي بريزنتر ثم نقلها إلى الموقع، ومن السهولة استدعاء هذة الملفات داخل غرف الاجتماعات أو غرف الصفية وأيضا وضع صلاحيات متنوعة عليها.
إنشاء التقارير هنالك أكثر من طريقة لإنشاء التقارير في النظام، بخطوات سهلة تستطيع إنشاء الكثير من التقارير، وتستطيع التحكم بنوعها وكمية البيانات الظاهرة، كما بالإمكان التحكم بالاعمدة وترتيب البيانات تصاعدي أو تنازلي، وأيضا يمكن طباعة هذة التقارير أو تخزينها على جهازك.
تعديل الواجهة:
بإمكانك التعديل على تصميم النظام وتغيير الألوان لتتناسب مع طبيعة عملك، وأيضا بإمكان إضافة شعار الشركة كصورة.

### الصفحات المتاحة للتغير
- الصفحة الرئيسية.
- صفحة الدخول.
- غرفة الاجتماعات أو الغرف الصفية.

### تسجيل وتعديل التسجيل
جميع المحاضرات أو الغرف الصفية يمكن أن تكون مسجلة وعرضها لاحقا لمن فاتة متابعة في ذلك الوقت، وكونك المدير يمكنك عرض وتعديل التسجيل عن طريق الأدوات الخاصة المتواجدة في الموقع ولاتحتاج إلى خبرة في مجال التعديل وتطبيقها مباشرة.
بالإمكان ازالة المقاطع الغير ضرورية من التسجيل الأصلي ثم حفظ هذا التعديل.